# Wahagn Dawtjan (Dichter)

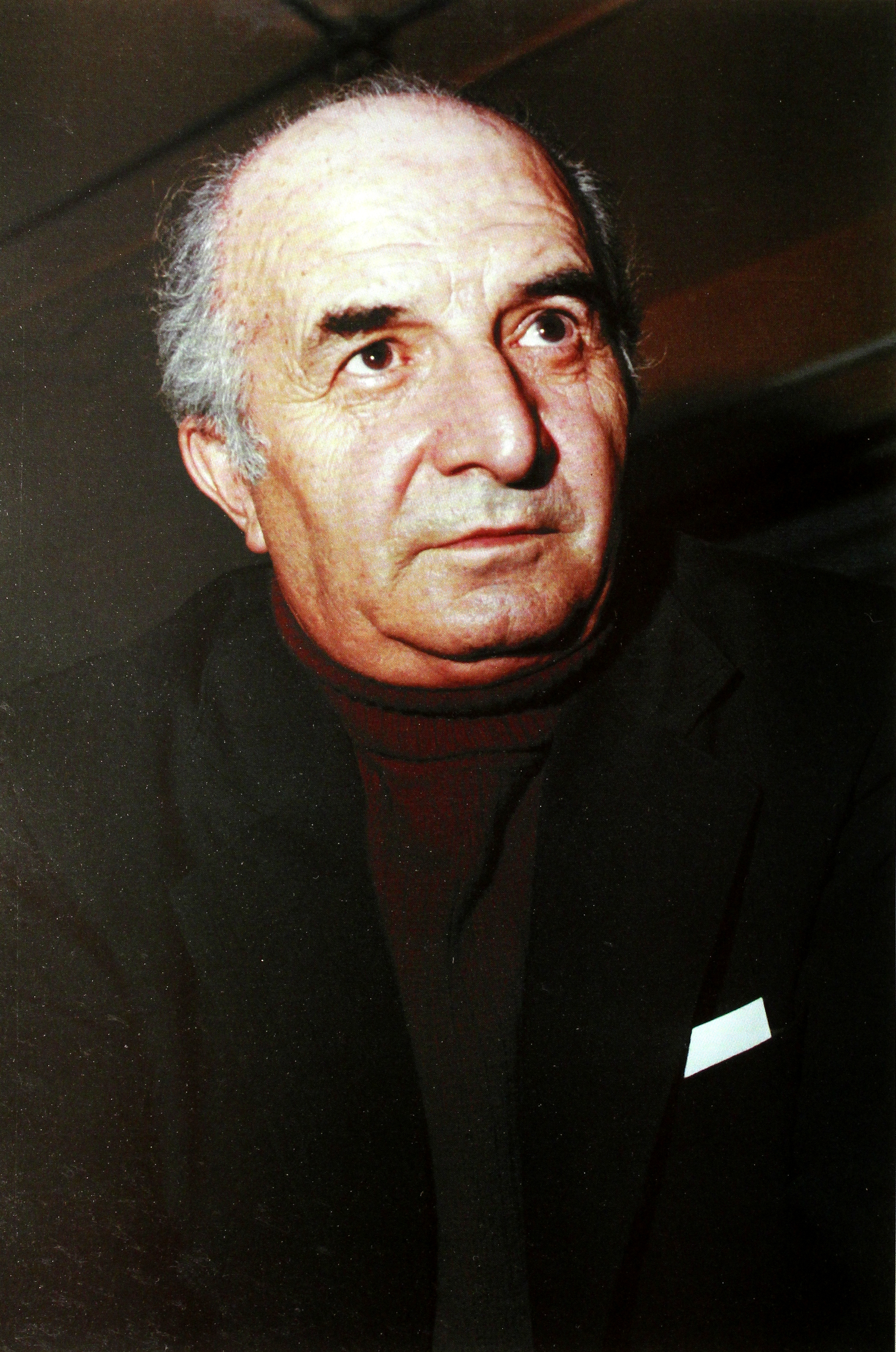

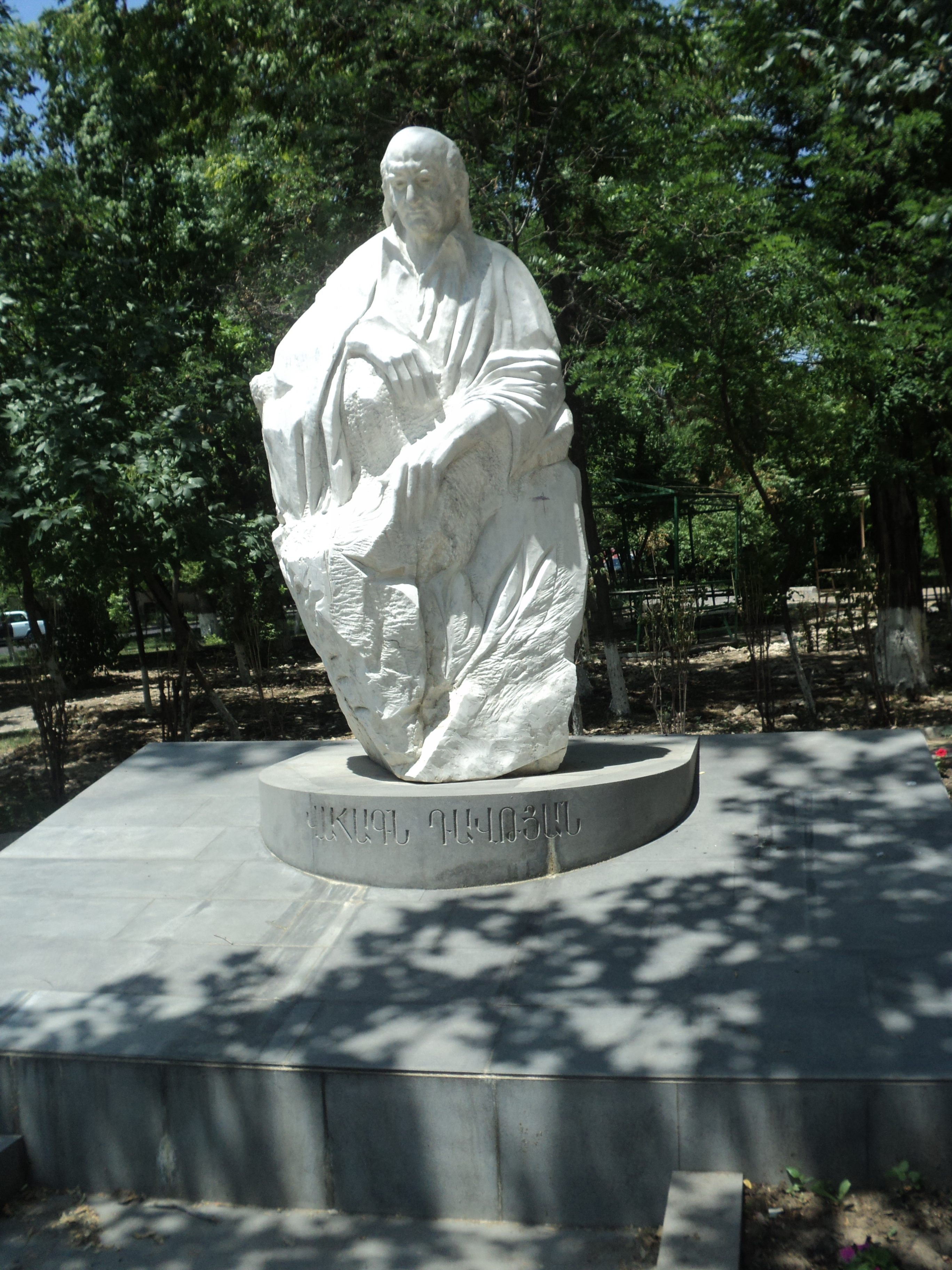
Vahagn Davtyan-Denkmal im Distrikt Arabkir von Jerevan, Bildhauer: Levon Tokmajyan.

Wahagn Dawtjan (armenisch Վահագն Դավթյան; auch: Vahagn Davtyan, * 15. August 1922, Arapgir, Türkei; † 21. Februar 1996, Jerewan) war ein armenischer Dichter, Übersetzer, Publizist und Aktivist.

## Leben
Dawtjan wurde in Arapgir in der Türkei geboren.
Er war ein bekannter Kultur-Aktivist (1971) und ein Korrespondierendes Mitglied der Armenischen Nationalakademie (1986). Er wirkte als Herausgeber der Zeitschriften Grakan tert, Hayreniki dzayn, Veradznvadz Hayastan. Von 1990 bis 1994 war er Vorsitzender der Schriftsteller-Union von Armenien (Հայաստանի գրողների միություն).
Als Übersetzer bearbeitete er die Werke von Alexander Puschkin, Sergei Alexandrowitsch Jessenin, Sándor Petőfi, Alexander Alexandrowitsch Blok und andere.
Die Hauptthemen seiner eigenen Texte sind Vaterland, Menschlichkeit, seine Arbeit und Emotionen. Er verfasst hauptsächlich  Gedichte und Balladen.
Er starb 1996 in Jerewan, Armenien, und wurde beigesetzt im Komitas Pantheon (Կոմիտասի անվան զբոսայգի և պանթեոն) im Zentrum von Jerewan.

## Werke
Werke von Dawtjan wurden seit 1935 gedruckt. In seiner Gedichtsammlung „Erste Liebe“ («Առաջին սեր», 1947) und in „Der Morgen der Welt“ («Աշխարհի առավոտը», 1950) wurden Erlebnisse und Gefühle der Teilnehmer des Deutsch-Sowjetischen Krieges verarbeitet.
Das Gedicht „Ein Weg zum Herzen“ («Ճանապարհ սրտի միջով», 1952) ist Hunan Avetisyan gewidmet.
Dawtjan wurde 1977 und 1985 mit dem armenischen Staatspreis geehrt.